# Rhamnusium algericum
Rhamnusium algericum là một loài bọ cánh cứng trong họ Cerambycidae.